# びいなす
びいなすは、有村産業が運航していたフェリー。

## 概要
関西汽船の発注により貨物フェリーとして四国ドックで建造され、1974年12月に竣工した。大阪 - 高知航路に就航する予定であったが、大阪高知特急フェリーとの競合などにより、関西汽船は航路開設を断念したため、その後は四国ドックに係船されていた。1975年9月に有村産業に売却され、三菱重工業下関造船所で旅客設備の追加と航海区域を近海とする改装工事を受け、1975年12月16日に横浜 - 大阪 - フィリピン航路に就航した。
1984年1月、売却され、その後は自動車運搬船として日本から基隆、香港、および東南アジア方面へ運航されていた。
その後、フィリピンのWilliam,Gothong&Aboitiz,Inc.に売却され、スーパーフェリーで、SuperFerry 1として運航されていた。
Sta. Rita de Casiaと改名された後、インドネシアに売却され、MUTIARA PERSADA 1として就航している。

### 就航航路
- 横浜港 - 大阪港 - マニラ - セブ - ミンダナオ

先に就航したえめらるどとともに月4便を定期運航していた。旅客は団体のみで一般旅客は基本的に取り扱わない運用とされた。

## 船内

### 船室
- 特別一等室
- 特別二等室

### 設備
- ラウンジ
- レストラン
- バー

## 事故・インシデント

### 浅所への接触
1979年6月28日、16時47分ごろ、石垣港から大阪港へ向かう予定の本船は、石垣港を出港する際、石垣港入口水路で入航して来る小型旅客船を認め、右舵をとって行き会ったが、左舷側からの強風および西北西に流れる最盛期の上げ潮流により圧流され、石垣港南防波堤燈台の東北東約670メートルの浅礁に右舷推進器を擦過した。接触により、右舷推進器のプロペラ翼4枚に曲損を生じ使用不能となったため、減軸運転で大阪港に入港後、修理が行われた。事故原因は、強風および強い潮流下で可航幅が極めて狭い水路を航行する際の操船が不適切で、船体が圧流されていることに気づかず、水路船端部に著しく接近する針路のまま進入したため、とされた。

### 機関損傷
1986年12月5日、8時ごろ、中古の乗用車とトラックを搭載して横浜港から香港へ向かっていた本船は、沖縄諸島伊平屋島田名埼灯台の西北西約58海里の地点で、左舷主機9番シリンダのブローバイにより、ピストンが焼付きシリンダライナーが割損、冷却水が漏出して潤滑油サンプタンクに混入した。機関長が当直交代時の点検で発見して、左舷主機を停止、那覇港へ寄港して修理を行った。事故原因は、燃料費高騰による燃費節減対策として主機の低負荷運転が続けられて燃焼状態が良くなかったこと、また過密な運航スケジュールにより長期間保守整備が十分でなかったため、とされた。